# Ambulatório Roberto Resende
Fundado em 1963, o Ambulatório Roberto Resende funcionava em um prédio anexo e vinculado ao Instituto Raul Soares (IRS),localizado na Avenida do Contorno, 3017, bairro Santa Efigênia – Belo Horizontee integrava o Departamento de Saúde Mental da Secretaria de Saúde Estadual de Minas Gerais, ou seja, era uma instituição pública, estadual e assistencial.  
Inicialmente, a proposta de gênese do Ambulatório visava o atendimento aos portadores de deficiência mental, seja com a triagem para posterior envio desses indivíduos para hospitais psiquiátricos ou a mera medicação dos mesmos. Seguindo orientações psicoterapêuticas inovadoras e diferenciadas, em 1969 o Ambulatório Roberto Resende se emancipa do Instituto Raul Soares e passa a adotar o nome de Ambulatório Central Roberto Resende. No entanto, tal independência foi efêmera, pois em 1971, o mesmo volta a se integrar à instituição de origem (regressando ao seu nome anterior).
Atualmente, o Ambulatório Roberto Resende funciona anexado ao IRS, contribuindo para o processo de internação psiquiátrica e medicação para pacientes com transtorno mental.

## Origens
Com sua criação datada de 1963, o Ambulatório Roberto Resende foi concebido como um anexo vinculado ao Instituto Raul Soares, na segunda sessão, no pavimento inferior, com o intuito de auxiliar no tratamento de indivíduos com deficiência mental. Para tal, o ambulatório realizava a "triagem dos casos de internação, como, de resto, a grande maioria dos ambulatórios vinculados aos hospitais psiquiátricos públicos." Após a ocorrência dessa triagem, os pacientes eram encaminhados a outras instituições de tratamento. Vale ressaltar que, além do processo mencionado, o ambulatório também auxiliava na medicação dos pacientes.
No entanto, com a criação da FEAP (Fundação Estadual de Assistência Psiquiátrica) em 1968, todas as ações e instituições de Minas Gerais relacionadas à psiquiatria passariam ser coordenadas por esse órgão.  Com advento da FEAP, várias políticas assistencialistas, de caráter inovador, estiveram presentes em solo mineiro. Dentre as inovações, temos, por exemplo, "a tentativa de humanizar a assistência psiquiátrica, por meio de uma assistência extramuros, pública, que procurava estreitar as relações com a comunidade."
Assim, seguindo as inovadoras propostas e objetivos impostos pela FEAP, como o tratamento dos pacientes de forma terapêutica, interdisciplinar e extra-hospitalar, o Ambulatório Roberto Resende se emancipa do Instituto Raul Soares em 1969, passando a se chamar Ambulatório Central Roberto Resende. Vale salientar que a nova denominação “central”, se deve ao fato de que o Ambulatório se via como um difusor e pioneiro das novas práticas psicoterapêuticas para o restante do Estado de Minas Gerais. O Ambulatório Roberto Resende exerceu um papel importante na assistência psiquiátrica em Minas Gerais ao abrir caminho para se pensar o binômio ambulatório/hospital psiquiátrico na história da reforma da política de saúde mental mineira.

## Organização
Levado em consideração o caráter inovador da FEAP, a organização do recém-nascido e independente Ambulatório Central Roberto Resende se deu em duas esferas: técnica e administrativa.
No campo técnico, o mesmo foi dividido em 5 seções, entre elas: “psiquiatria, psicologia, serviço social, clínica médica e Seção de Arquivos Médicos e Estatística – SAME”. A título de exemplo, o setor de Psicologia, que foi instalado em junho de 1970, sob a coordenação de Carmen Souza Rocha, trabalhava com o “atendimento psicológico individual, adulto e infantil, atendimento de famílias, aplicação de testes de inteligência e personalidade, além do atendimento em psicomotricidade. Promovia também a seleção, o treinamento e a orientação dos funcionários administrativos”. 
Já observando pelo viés administrativo, notamos que o mesmo também estava dividido em 5 setores: pessoal, admissão, contabilidade, tesouraria e aprovisionamento. Como    atividades desempenhadas, por exemplo, pela seção de admissão, temos: receber, registrar e encaminhar o paciente e seus familiares para o atendimento.

## Período de Autonomia
No período de 1969 a 1971 o Ambulatório Central Roberto Resende contou com sua autonomia frente ao Instituto Raul Soares. Sendo dirigido por “Francisco Paes Barreto, umas das mais significativas lideranças da reforma da política de saúde mental mineira” , o Ambulatório passou a ser visto como uma referência no tratamento psiquiátrico público em Minas Gerais".
Mais voltado para as políticas assistencialistas, o Ambulatório Central Roberto Resende se aproxima das comunidades; sempre seguindo as inovações propostas pela FEAP.
Com essa nova forma de organização do Ambulatório, temos algumas modificações no tratamento dos pacientes, como: o fim da internação e segregação do deficiente mental, a permissão do trabalho de equipe e interdisciplinar por parte dos internos, não afastamento do paciente de seu meio familiar, etc. Sobre os trabalhos, Penna e Goulart colocam como práticas terapêuticas dos reclusos o cultivo de hortas e a criação de animais.

## Volta à anexação
Dadas a algumas modificações ocorridas na FEAP (principalmente a mudança de seus membros), temos que a proposta psicoterapêutica implantada pelo Ambulatório Central Roberto Resende passa a ser questionada. Desse modo, vemos o fim do apoio à prática da psicoterapia ambulatorial e a consequente perda de autonomia por parte do Ambulatório, voltando a funcionar apenas como porta de entrada para o sistema hospitalar .
Sobre as mudanças na FEAP, Francisco Paes Barreto afirma que um “especialista em administração hospitalar e um ideólogo do hospital, ... um dos cabeças de uma mentalidade hospitalocêntrica, vinculado eminentemente à rede particular, de mentalidade privatizante” foi quem assumiu o controle desse órgão. Assim, vemos que o Ambulatório Central Roberto Resende perde sua denominação “central” e volta a ser subordinado ao Instituto Raul Soares em 1971.

## Atualmente
Depois de ser novamente subordinado ao IRS e com as novas proposições da FEAP (hoje, FHEMIG – Fundação Hospitalar do Estado de Minas Gerais), o Ambulatório Roberto Resende perde seu caráter psicoterapêutico e integrador. No início dos anos de 1980, por meio de diversos seminários no IRS,  foi feita uma proposta de reestruturação psiquiátrica para a instituição.  Foi constatado que o Ambulatório Roberto Resende se restringia a aplicações medicamentosas e tinha uma demanda excessiva, o que tornava o atendimento de baixa qualidade. Dessa maneira, “(...) foi implantado o Módulo Experimental integrado (Portaria Superge 132/80), a criação de uma equipe interdisciplinar em uma enfermaria com um  projeto psicoterapêutico que incluía atendimento ambulatorial e atendimento de famílias no mesmo espaço físico. Só então o ambulatório voltou a atuar de modo a diminuir as reinternações (...)” (Maria Stella Brandão Goulart e Flávio Durães, 2011).

Atualmente, passado o período de implantação de novas práticas, o Ambulatório Roberto Resende funciona como um local de complementação à internação psiquiátrica.